# مقاطعة لوبينج
مقاطعة لوبينج (بالصينية: 罗平县) هي محافظة في الصين، تقع في تشوجينغ، بلغ عدد سكانها 549,680 نسمة، تبلغ مساحتها 3,116 كيلومتر مربع، رمزها البريدي هو 655800.

## المناخ
يظهر الجدول التالي التغييرات المناخية على مدار السنة لمقاطعة لوبينج:
| البيانات المناخية لـمقاطعة لوبينج                | البيانات المناخية لـمقاطعة لوبينج | البيانات المناخية لـمقاطعة لوبينج | البيانات المناخية لـمقاطعة لوبينج | البيانات المناخية لـمقاطعة لوبينج | البيانات المناخية لـمقاطعة لوبينج | البيانات المناخية لـمقاطعة لوبينج | البيانات المناخية لـمقاطعة لوبينج | البيانات المناخية لـمقاطعة لوبينج | البيانات المناخية لـمقاطعة لوبينج | البيانات المناخية لـمقاطعة لوبينج | البيانات المناخية لـمقاطعة لوبينج | البيانات المناخية لـمقاطعة لوبينج | البيانات المناخية لـمقاطعة لوبينج |
| الشهر                                            | يناير                             | فبراير                            | مارس                              | أبريل                             | مايو                              | يونيو                             | يوليو                             | أغسطس                             | سبتمبر                            | أكتوبر                            | نوفمبر                            | ديسمبر                            | المعدل السنوي                     |
| ------------------------------------------------ | --------------------------------- | --------------------------------- | --------------------------------- | --------------------------------- | --------------------------------- | --------------------------------- | --------------------------------- | --------------------------------- | --------------------------------- | --------------------------------- | --------------------------------- | --------------------------------- | --------------------------------- |
| الدرجة القصوى °م (°ف)                            | 25.4 (77.7)                       | 29.6 (85.3)                       | 32.3 (90.1)                       | 34.0 (93.2)                       | 36.0 (96.8)                       | 32.9 (91.2)                       | 31.9 (89.4)                       | 30.7 (87.3)                       | 31.3 (88.3)                       | 29.1 (84.4)                       | 27.2 (81.0)                       | 26.7 (80.1)                       | 36.0 (96.8)                       |
| متوسط درجة الحرارة الكبرى °م (°ف)                | 11.8 (53.2)                       | 14.7 (58.5)                       | 19.5 (67.1)                       | 23.9 (75.0)                       | 25.4 (77.7)                       | 25.4 (77.7)                       | 25.8 (78.4)                       | 25.7 (78.3)                       | 23.7 (74.7)                       | 20.1 (68.2)                       | 16.8 (62.2)                       | 13.0 (55.4)                       | 20.5 (68.9)                       |
| المتوسط اليومي °م (°ف)                           | 6.7 (44.1)                        | 9.0 (48.2)                        | 12.9 (55.2)                       | 17.3 (63.1)                       | 19.7 (67.5)                       | 21.0 (69.8)                       | 21.3 (70.3)                       | 20.9 (69.6)                       | 18.9 (66.0)                       | 15.8 (60.4)                       | 11.9 (53.4)                       | 7.8 (46.0)                        | 15.3 (59.5)                       |
| متوسط درجة الحرارة الصغرى °م (°ف)                | 3.4 (38.1)                        | 5.1 (41.2)                        | 8.1 (46.6)                        | 12.3 (54.1)                       | 15.5 (59.9)                       | 17.9 (64.2)                       | 18.4 (65.1)                       | 17.7 (63.9)                       | 15.8 (60.4)                       | 13.1 (55.6)                       | 8.5 (47.3)                        | 4.3 (39.7)                        | 11.7 (53.0)                       |
| أدنى درجة حرارة °م (°ف)                          | −3.5 (25.7)                       | −2.3 (27.9)                       | −3.6 (25.5)                       | −3.0 (26.6)                       | 4.3 (39.7)                        | 11.7 (53.1)                       | 12.7 (54.9)                       | 11.9 (53.4)                       | 7.1 (44.8)                        | 3.1 (37.6)                        | −2.6 (27.3)                       | −13.5 (7.7)                       | −13.5 (7.7)                       |
| الهطول مم (إنش)                                  | 27.1 (1.07)                       | 31.9 (1.26)                       | 36.0 (1.42)                       | 49.3 (1.94)                       | 157.7 (6.21)                      | 312.0 (12.28)                     | 340.4 (13.40)                     | 270.8 (10.66)                     | 189.0 (7.44)                      | 115.5 (4.55)                      | 48.0 (1.89)                       | 21.9 (0.86)                       | 1٬599٫6 (62.98)                   |
| متوسط الرطوبة النسبية (%)                        | 86                                | 79                                | 74                                | 71                                | 76                                | 85                                | 87                                | 87                                | 86                                | 88                                | 86                                | 86                                | 83                                |
| المصدر: China Meteorological Data Service Center |                                   |                                   |                                   |                                   |                                   |                                   |                                   |                                   |                                   |                                   |                                   |                                   |                                   |

## التقسيمات الإدارية
- Jiuwuji Yi Ethnic Township  [لغات أخرى]‏.